# Бурзянская СЭС
Бурзянская солнечная электростанция, Бурзянская СЭС — солнечная электростанция на территории Бурзянского района Республики Башкортостан, мощностью 10 МВт. Введена в эксплуатацию в феврале 2020 года.

## Предыстория
Бурзянская СЭС является одной из восьми солнечных электростанций суммарной мощностью 64 мегаватт, строительство которых запланировано на территории Башкортостана. Проекты реализуются в соответствии с Постановлением Правительства РФ от 28 мая 2013 года № 449 «О механизме стимулирования использования возобновляемых источников энергии», которым установлены гарантии возврата инвестиций в строительство объектов возобновляемой энергетики через механизм договоров о поставке мощности. Суммарный объём инвестиций в реализацию всех проектов "Хевел" в Республике Башкортостан до 2018 года оценивается в 6 млрд руб.

## Строительство
Это уже четвертая в Республике Башкортостан солнечная электростанция от компании «Хевел». Две очереди Бурибаевской СЭС действуют в Хайбуллинском районе и три очереди Бугульчанской СЭС - в Куюргазинском районе. Суммарная мощность всех солнечных электростанций в регионе после завершения реализации проекта составит 64 МВт.
Республика Башкортостан обладает высоким уровнем солнечной радиации. Южные районы республики благодаря географическим и климатическим особенностям позволяют добиться высоких показателей удельной выработки электроэнергии СЭС на уровне 1250 кВт ч с каждого кВт установленной мощности в год, что сопоставимо с показателями Центральной и Южной Европы, где солнечная энергетика уже получила широкое распространение.